# Крис Бродерик
Кристофър Бродерик на английски: Chris Broderick е бивш китарист на траш метал групата Megadeth. Освен това е свирил и в групите Jag Panzer и Nevermore.